# Dežela 's-Hertogenrade
Dežela 's-Hertogenrade, imenovana tudi Dežela Rode, je bila samostojna gospoščina okoli mesta ' s-Hertogenrode ali' s-Hertogenrade, zdaj obmejnega mesta Herzogenrath v Nemčiji, ki je postalo del Kerkradeja.
Jedro območja je bil grad Rode, desno od reke Worm (nem. Wurm ) in opatija levo od njega. Opatija Rode je bila ustanovljena leta 1104, ki se je imenovala tudi Kloosterrade, od francoskih časov pa se sedaj imenuje Opatija Rolduc, kar je skrajšanje francoske oznake Rode-le-Duc (= 's-Hertogenrode). Nekoliko jugozahodneje je že takrat obstajala cerkvena vas Kerkrade. Območje je nekoč v zgodovini vključevalo več nepovezanih krajev, ki se danes nahajajo:
- v Nemčiji: 's-Hertogenrade in Merkstein (zdaj Herzogenrath), Übach in eksklava Wels z Roerdorpom (na Roerju, zdaj Linnich ). Alsdorp je imel do leta 1778 visoko stopnjo avtonomije.
- v Nizozemski provinci Limburgu: Gulpen, Kerkrade, Margraten, Simpelveld z Bocholtzom, Ubach nad Wormsom (del Ubachovega sveta ) in Vaals .

## Zgodovina
Pripona rade ali rode pomeni "čiščenje" ali "melioracija" in se nanaša na glagol očistiti: čiščenje in obdelava gozdnatih površin. Stara dežela Rode je bila sestavljena iz treh centrov. Cerkev, iz katere izvira vas Kerkrade, opatija Kloosterrade, kasneje imenovana Rolduc, in mesto 's-Hertogenrade, nemško Herzogenrath.
Kraj Rode je prvič omenjen ob ustanovitvi opatije leta 1104, kot Castrensis Viculus, majhno naselje. To naselje je bila last grofa Adelberta Saffenberšskega († 1110). Grof Adelbert in pozneje njegov sin Adolf († 1129) sta imela odvetništvo nad opatijo. Leta 1136 je gospostvo pripadlo Vojvodini Limburg s poroko Matilde Saffenberške († 1147), vnukinje Adelberta, Adolfove hčerke, s Henrikom II. Limburškim. Oba sta pokopana v opatijski cerkvi Kloosterrade.
Gospostvo je omenjeno leta 1282 kot "'s-Hertogenrode". Rode ostaja gospostvo, vendar tvori personalno unijo z Limburgom; vojvoda Limburg je tudi gospod gospostva Rode. Vojvoda Walram III. (1180-1226) je pokopan v opatiji Rolduc. Leta 1282 je kraj od cesarja Rudolfa I. Habsburškega (1273-1291) dobil mestne pravice (vključno s pravico do kovanja denarja).
Leta 1283 je mesto oblegala brabantska vojska pod vodstvom Winnemarja iz Gijmenicha (Gemmenich). V mestu je bila lakota. Vojak mesta je s samostrelom uspel ubiti poveljnika vojske, nakar so se sovražni vitezi umaknili. Junaka še vedno slavijo kot strelca Rode-škega.

### Brabant
Irmgard Limburška (naslednica vojvode Walrama IV .) se je poročila z Reinaldom I. (sinom grofa Otona II. Guelderskega). Ker par ni imel otrok oziroma naslednikov se je med Vojvodino Brabantom in Grofijo Gelders začel boj za nasledstvo: vojna za Limburška nasledstvena vojna. Ta se je končala v bitki pri Woeringenu (1288), v kateri je zmagal Janez I. Brabantski. Posledično pride dežela Rode pod upravo Brabanta in se še naprej imenuje 's-Hertogenrode ali 's-Hertogenrade (spet personalna unija: vojvoda Brabanta je zdaj postal tudi vojvoda Limburga in gospod Rodeja). Grofija Dalhem je že leta 1239 padla v roke Brabanta, leta 1347 pa je Brabant postala tudi dežela Valkenburg. Pod nadzorom Brabanta je 's-Hertogenrade kasneje oblikoval skupno delegacijo v generalnih stanovih Nizozemske z vojvodstvom Limburg, grofijo Dalhem in deželo Valkenburg pod imenom Stanovi Limburga in dežel Overmaas. Skupaj so jih imenovale tri dežele Overmaas-a. Brabant se je upravljal iz Bruslja, in iz tega pogleda so se te dežele nahajale 'čez reko Meuse'.

### Španci in stanovi 's-Hertogenrade
Z Münsterskim mirom leta 1648 ni bil dosežen noben dogovor glede dežel Overmaas. To se je zgodilo trinajst let kasneje. 26. decembra 1661 sta Nizozemska republika in Španija sklenili Delilno pogodbo, ki je razdelila dežele Overmasa. Delitev je bila izvedena leta 1663. Od takrat obstajajo Stanovi dežele 's-Hertogenrade in španska dežela 's-Hertogenrade.
- Španija je dobila: mesto 's-Hertogenrade ter "klopi", gospostva in vasi Merkstein, Kerkrade, Ubach z Ubachom nad Wormsom, Simpelveld z Bocholtzom, Wels in Roerdorp. Poleg tega vse fevde, domača in na tujem, pripadajoča gradu.
- Generalne stanovi so prejel "klopi", gospostva in vasi: Gulpen, Margraten in Vaals z Vijlenom in Holsetom.

### Avstrijska Nizozemska
Po vojni za špansko nasledstvo je španski del dežele postal del avstrijske Nizozemske. Leta 1778 je pod cesarico Marijo Terezijo prišlo do reforme dežel Limburg in Overmaas, ki sta končno delovali kot en svet. Leta 1778 sta bili prosti gospostvi Rimburg in Alsdorp uradno dodani avstrijski Nizozemski, takrat pa sta tudi pravno spadali pod deželo 's-Hertogenrade. Alsdorp je tradicionalno spadal pod deželo 's-Hertogenrade, zato je bil guverner Alsdorpa tudi guverner dežele Rode, vendar je imelo gospostvo visoko stopnjo avtonomije. Rimburg je bil prej samostojno gospostvo s cesarsko neposrednostjo.
8. novembra 1785 sta Avstrija in Generalni stanovi sklenili pogodbo v Fontainebleauju. Velik del grofije Dalhem so generalni stanovi prepustili Avstriji v zameno za dele avstrijskega Valkenburga. Od grofije Dalhem sta Oost in Cadier ostala deželi. Obe vasi sta bili ločeni z resolucijo generalnih stanov z dne. 26. januarja 1789 združila z deželo Hertogenrade po delitvi dežele. Ta enota je samo šest let nosila ime "Združene ali združene dežele Daelhem in Hertogenrade".

### Čas francoske uprave
Od leta 1795 do 1814 je bilo območje del francoskega departmaja Nedermaas.

### Prusija
Na Dunajskem kongresu (1814-1815) je bila dežela Rode razdeljena. 's-Hertogenrade ali Herzogenrath, Merkstein (oba kraja od leta 1972 skupaj s Kohlscheidom tvorita razširjeno občino Herzogenrath), Übach in Wels (zdaj v Linnichu ) so bili dodeljeni Prusiji, čeprav bi samo mesto 's-Hertogenrade raje postalo del Nizozemske. Obratno je veljalo za Sittard, ki bi najraje postal Pruski. Zahodna polovica 's-Hertogenrade je prišla v Združeno kraljestvo Nizozemske in postala nova občina Kerkrade. Državna meja poteka po vzdolžni osi po sredini Neustraße/Nieuwstraat. Herzogenrath je med delitvijo izgubil mestne pravice, ki jih je ponovno pridobil šele leta 1919.

### Eurode
Herzogenrath je skupaj s Kerkradejem od leta 1991 (pogodba iz Anholta) spet tvoril simbolno enoto kot evropsko mesto Eurode. Obe občini sta približno enako veliki, vsaka ima približno 48.000 prebivalcev.